# گاگنف
گاگنف (به سوئدی: Gagnef) یک منطقهٔ مسکونی در سوئد است که در بخش گاگنف واقع شده‌است. گاگنف ۲٫۴۰ کیلومتر مربع مساحت و ۱٬۰۴۹ نفر جمعیت دارد.